# ヴァルキリーディーヴァ
ヴァルキリーディーヴァ (Valkyrie Diva) はオーストラリアの競走馬・繁殖牝馬。
マカイビーディーヴァMakybe Divaの半妹である。長距離のチャンピオンホースとして知られる姉とは異なり、父がジェイドロバリーに変わり、スプリントからマイルを得意とした。マカイビーディーヴァの活躍のさなか、2005年にデビューすると、初戦から2連勝。2005-2006年にかけ計16戦して8勝をあげた。おもな勝ち鞍は2006年MVRCテシオステークス(G3)。他にVRCメートリアークステークス(G2)4着がある。
2007年から繁殖牝馬となっており、数頭の勝利馬を出している。これまで最も活躍した産駒は、ウェイルズ(Wales)（MVRCブルーサファイアクラシック(LR)）である。

## 関連リンク
- Valkyrie Diva's pedigree
- Little Diva scores valuable win